# L'Homme que je suis
Pour plus de détails, voir Fiche technique et Distribution.
L'Homme que je suis (The Naked Civil Servant) est un téléfilm biographique britannique réalisé par Jack Gold, diffusé en 1975. Il s'agit de l'adaptation de l'autobiographie de Quentin Crisp, rendu célèbre grâce à ce téléfilm diffusé sur ITV. « L'Homme que je suis a vite été considéré comme un document inestimable de la visibilité gay dans l'Angleterre du XXe siècle ». Ce film « est une célébration de la sexualité homo qui a encouragé beaucoup d'homosexuels à sortir du placard dans les années 1970 ».

## Synopsis
Homosexuel efféminé dans la société britannique intolérante des années 1930, Quentin Crisp décide de laisser libre cours à sa personnalité flamboyante. Ses tenues et son maquillage, ainsi que son humour, amènent les gens à le remarquer et l'accepter.

## Fiche technique
- Titre original : The Naked Civil Servant
- Titre français : L'Homme que je suis
- Réalisation : Jack Gold
- Scénario : Philip Mackie, d'après l'autobiographie de Quentin Crisp
- Direction artistique : Allan Cameron
- Costumes : Martin Baugh
- Photographie : Mike Fash
- Montage : Mike Taylor
- Musique : Carl Davis
- Producteur : Barry Hanson
- Société de production : Thames Television
- Société de distribution : ITV
- Pays d'origine :  Royaume-Uni
- Langue originale : anglais
- Format : Couleur - 1.33 : 1 - son monophonique
- Genre : biographie
- Durée : 77 minutes
- Dates de sortie : 
  - Royaume-Uni : 17 décembre 1975 sur ITV
  - France : 22 juillet 1977 (Festival de Cannes[4])

## Distribution
- John Hurt : Quentin Crisp
- Liz Gebhardt : l'étudiante en art
- Patricia Hodge : la professeur de ballet
- Stanley Lebor : M. Pole
- Katherine Schofield : Mme Pole
- Colin Higgins : Thumbnails
- John Rhys-Davies : Barndoor
- Stephen Johnstone : Quentin jeune
- Antonia Pemberton : Mme Longhurst
- Lloyd Lamble : M. Crisp
- Joan Ryan : Mme Crisp
- Frank Forsyth : le médecin de famille
- Shane Briant : Norma
- Ron Pember : le propriétaire du Black Cat
- Roger Lloyd Pack : Liz
- Adrian Shergold : Gloria
- Derek West : Freda
- David Fielder : June
- Don Fellows : le premier GI

## Distinctions
- BAFTA Awards 1976 : Prix du meilleur acteur pour John Hurt
- Broadcasting Press Guild Awards 1976 : Prix du meilleur documentaire
- Prix Italia 1976 : Prix du drame

## Suite
- An Englishman in New York (2009) de Richard Laxton, avec John Hurt à nouveau dans le rôle de Quentin Crisp.